# Martinus de Dacia
Martinus de Dacia († 10. August 1304 in Paris) war ein dänischer, in Paris wirkender scholastischer Philosoph, Theologe und Philologe (Grammatiker).
Auch Martinus Dacus, Martin de Dacie, Morten Mogensen, Martinus von Dakien, Martinus von Dänemark. Der Zusatz De Dacia oder Dacus bedeutet aus Dänemark. Möglicherweise ist er identisch mit Martinus de Rippa (in einem Pariser Dokument von 1302).

## Leben
Martinus de Dacia wurde vermutlich als Morten Mogensen in Ribe geboren, wahrscheinlich in den  1240er oder frühen 1250er Jahren. Erstmals erwähnt ist er 1288 als Kanzler des dänischen Königs Erik VI. Zu diesem Zeitpunkt hatte er bereits die Grade eines Magister artium und Magister theologiae der Sorbonne erlangt, wofür er mindestens fünfzehn Jahre studiert haben musste, und war Rektor der Sorbonne gewesen.
1290 schlug ihn König Erik VI. als Bischof von Roskilde vor, was aber am Widerstand des Erzbischofs von Lund scheiterte. Er erhielt aber mehrere Pfründe als Kanoniker in Roskilde, Probst in Schleswig und Kanoniker in Lund (und in Lund auch Dekan).
Er gehörte zu den frühesten, Modistae genannten, spekulativen (modistischen) Sprachphilosophen (wie  Thomas von Erfurt, Radulphus Brito, Boetius von Dacien). Diese versuchten aus der Analyse der Umgangssprache metaphysische Schlüsse zu ziehen. Sein Hauptwerk De Modis significandi war das bekannteste Werk der Modisten bis zu den Novi modi significandi von Thomas von Erfurt. Es ist in mehreren Handschriften erhalten (im Gegensatz zu seinen philosophischen Werken) und wurde bis ins 15. Jahrhundert hinein studiert, außer in Paris auch viel in Italien. Er schrieb auch Kommentare zu Aristoteles (Logik),  Porphyrios (Isagoge) und Boethius.
1296/97 vertrat er als Prokurator den dänischen König Erik VI., bei einem Prozess in Rom vor dem päpstlichen Gericht (Papst war Bonifatius VIII.) im Streit zwischen dem Erzbischof von Lund Jens Grand und dem König. Kurz vor seinem Tod kehrte er nach Paris zurück und liegt in Notre-Dame de Paris begraben, an der er auch Kanoniker war.
Er war wohlhabend und stiftete 1303 einen Altar für den Dom zu Roskilde.

## Schriften
- Heinrich Roos (Hrsg.): Martini de Dacia Opera, in: Corpus Philosophorum Danicorum Medii Aevi, Band 11, Kopenhagen: Gad, 1961.